# Palazzo Pretorio (Crema)
Il Palazzo Pretorio è un edificio pubblico di Crema, antica residenza dei podestà veneti durante il dominio sotto la Repubblica di Venezia.

## Storia
Alcuni storici ed alcuni elementi architettonici farebbero propendere per un'antica origine, forse fin dal 1286, ma l'attuale conformazione è frutto di una costruzione avvenuta tra il 1553 ed il 1555 in luogo delle demolite «case vecchie». Vi lavorò in quegli anni anche Vincenzo Civerchio che dipinse la perduta Battaglia di Ombriano, la rotta delle truppe sforzesche cacciate da Renzo da Ceri nel 1514 che determinò la fine dell'assedio del 1514. 

Palazzo Pretorio in una cartolina degli anni trenta del XX secolo

 A palazzo Pretorio vi risiedeva il podestà nominato dal Senato veneto (che a Crema aveva anche la funzione di Capitano) ed il cui mandato durava sedici mesi. Fu il podestà Marc'Antonio Faliero a chiamare a palazzo Gian Giacomo Barbelli nel 1633 per dipingere una sala interna, si tratta di un'altra delle opere andate perdute. Giusto in quest'anno vi fu rimossa la corda, usata quale pena corporale, e trasferita all'arco del Torrazzo.
Subì alcune trasformazioni nel corso nel XVII secolo e, particolarmente, nel XVIII secolo quando sulla facciata verso via Frecavalli furono aggiunte nuove aperture e arricchiti gli archi con elementi marmorei.
Il 13 aprile 1768 lo scoppio di polvere da sparo sul luogo di produzione tra porta Ombriano e porta Ripalta provocò numerosi morti e molti edifici subirono ingenti danni, tra questi anche il palazzo Pretorio,.
Nel 1801 furono demolite le carceri realizzandovi al loro posto il sottopasso.

Palazzo Pretorio durante i restauri del 1960

 L'edificio fu interessato da ingenti restauri negli sessanta del XX secolo subendo alcune trasformazioni interne, tra le quali l'allestimento della Sala dei Ricevimenti ad uso di conferenze stampa, convegni e celebrazione dei riti civili e l'allestimento della Sala del Consiglio direttamente comunicante con l'Aula degli Ostaggi del Palazzo comunale. Inoltre, fu ricavato nel sottoportico una terza corsia pedonale - all'epoca la piazza era aperta al traffico motorizzato - demolendo i locali dell'Ufficio igiene, già sede in passato del Corpo di Guardia.

## Caratteristiche
Il palazzo è collocato sull'area settentrionale di Piazza Duomo a fianco della torre Pretoria di origine medievale.
Presenta una facciata di stile cinquecentesco in armonia con il resto della piazza ed arricchita nel 1634 da un portale solenne in marmo Botticino di gusto classicheggiante e con simboli di guerra. Il cartiglio riporta una dedica di riconoscenza al podestà Marcantonio Falier che ne finanziò la realizzazione:
Il portale è in linea con un maestoso scalone che un tempo permetteva l'accesso alle sale Consiliare e Moceniga dal nome del podestà veneto Luigi Mocenigo, il cui mandato a Crema durò dal mese di maggio 1590 al mese di agosto 1591.
Oggi al primo piano vi si ritrovano due sale: la Sala del Consiglio con appesi dieci ritratti di podestà veneti, dei quali sette sono attribuibili a Gian Giacomo Barbelli; la Sala dei Ricevimenti con soffitto a cassettoni cinquecentesco, quella un tempo affrescata da Carlo Urbino ed i cui dipinti sono andati perduti.
Lo scalone avvolge con due rampe un chiostrino e relativo cortiletto con archi, lesene con capitello in cotto, balaustre, il tutto coronato da un cornicione classico. Vi si ritrovano due statue in finto marmo rappresentanti le virtù.

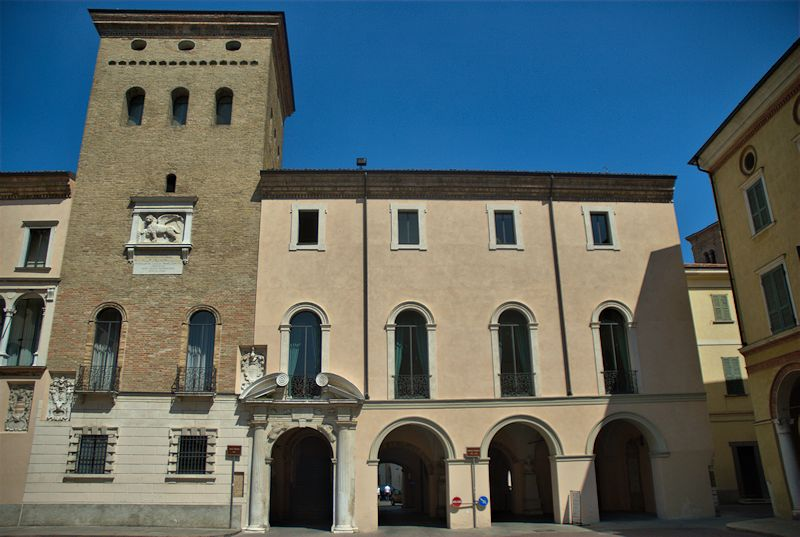
La fronte su Piazza Duomo
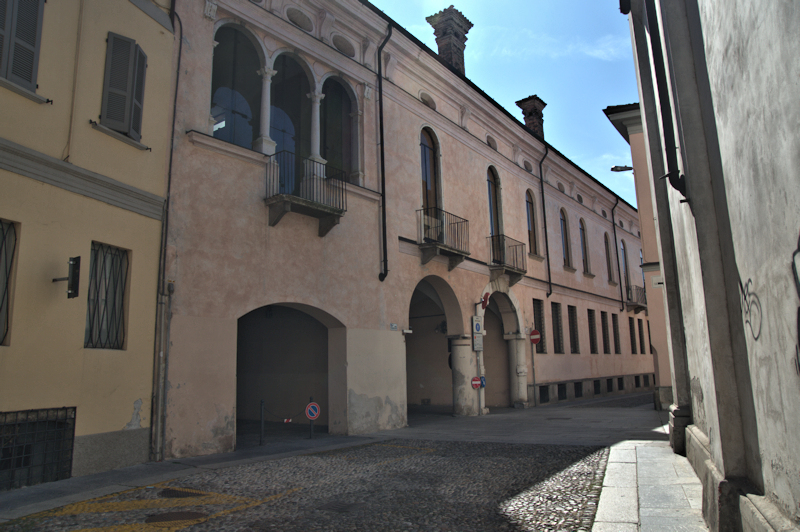
Vista della facciata su via Frecavalli
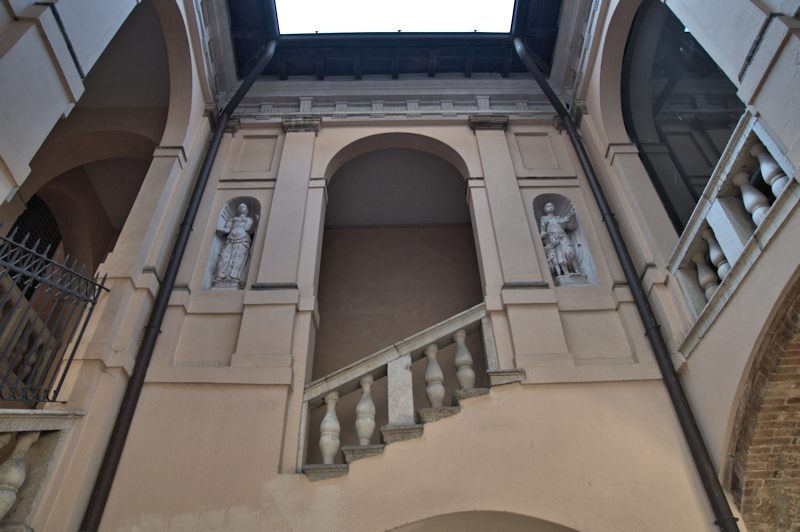
Il cortiletto
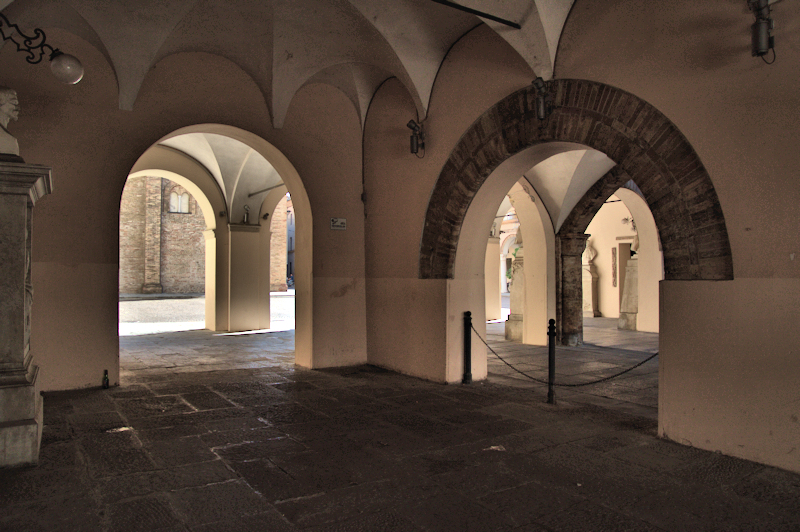
Il sottoportico

### Il famedio
Da un'idea dell'ingegner Felice Francioli nel 1876 venne istituito nel sottoportico il famedio dedicato ai cittadini benemeriti; inizialmente protetto da un cancello, la collocazione fu modificata dopo il secondo conflitto mondiale.
I cittadini rappresentati sono:
- Stefano Pavesi  (Casaletto Vaprio, 1779 - Crema, 1850), fu valente musicista e compositore. Opera realizzata dallo scultore Micoli nel 1862[13];
- Giovanni Maria Cavalleri (San Michele, 1807 - Monza, 1874), religioso barnabita, fisico e astronomo. Opera realizzata dallo scultore Corbellini nel 1876[13];
- Carlo Donati De' Conti (Crema, 1804 - 1875), ingegnere esperto di idraulica e cartografia[14]. Opera realizzata dallo scultore Corbellini nel 1876[13];
- Giuseppe Benzi (Crema, 1820 - 1857), musicista e compositore, maestro di cappella del Duomo di Crema;
- Pietro Donati (Crema, 1832 - 1883), avvocato, fu promotore dell'istituzione di scuole e della biblioteca[15]; fu deputato nella X, XII e XIV legislatura del Regno d'Italia[16]. Opera realizzata dallo scultore Barzaghi nel 1887[13];
- Stefano Allocchio (Crema, 1838 – Milano, 1903), notaio. Opera realizzata dallo scultore Bassano Danielli nel 1907[13].

Si segnala che Mario Perolini, nella seconda parte del saggio «Vicende degli edifici storici e monumentali di Crema» cita l'esistenza di un ulteriore busto dedicato a Francesco Grassi, filantropo e fondatore nel 1861 per lascito testamentario di un'Opera Pia. Il busto sarebbe andato disperso durante i restauri degli anni 1958-1962.
Sulla fronte del palazzo erano collocati altri due monumenti celebrativi, entrambi opere di Bassano Danielli, dedicati a Giovanni Bottesini (1901, ma con lapide del 1897) e Vincenzo Petrali (1913); ora si trovano in uno dei chiostri del Museo civico di Crema e del Cremasco.

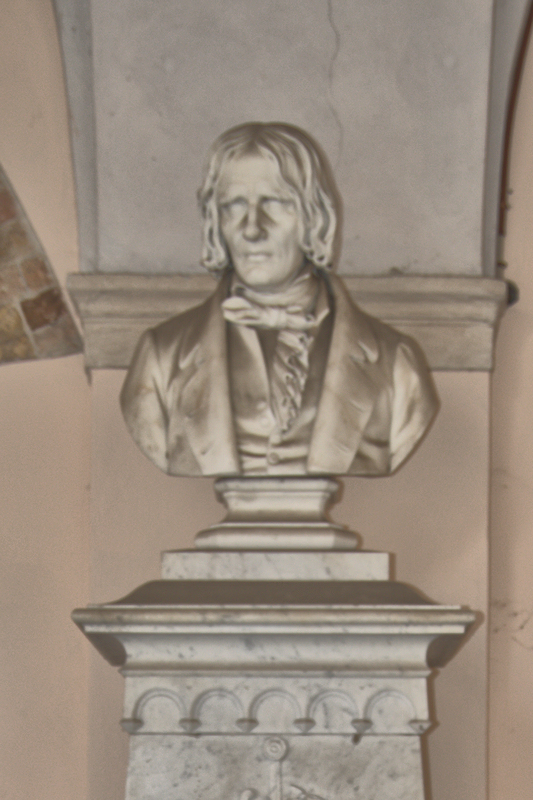
Busto dedicato a Stefano Pavesi
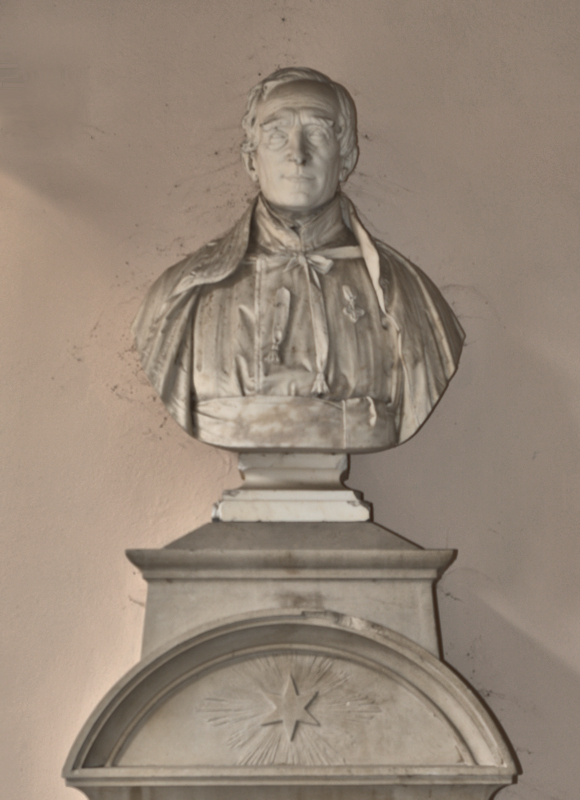
Busto dedicato a Giovanni Maria Cavalleri
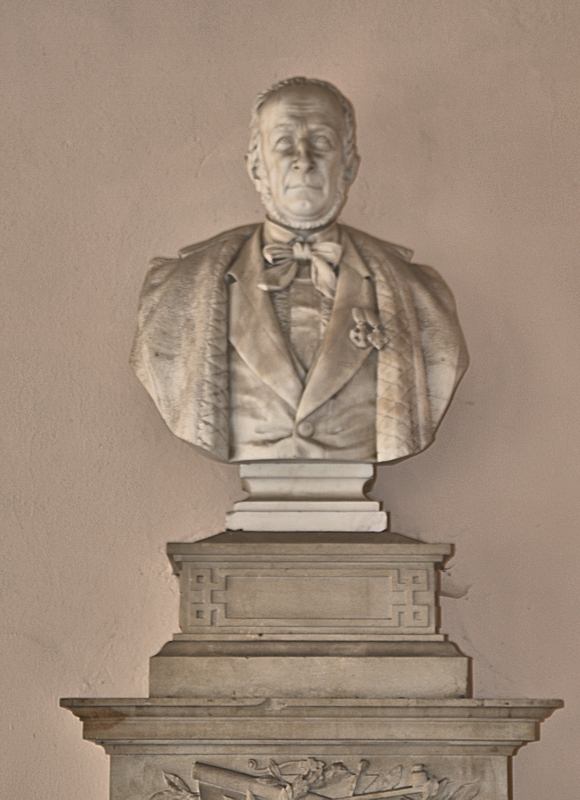
Busto dedicato a Carlo Donati De' Conti
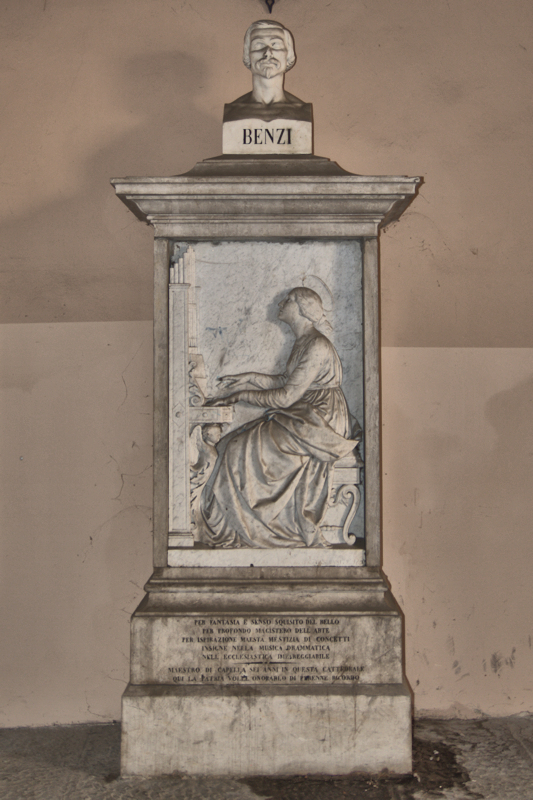
Monumento dedicato a Giuseppe Benzi
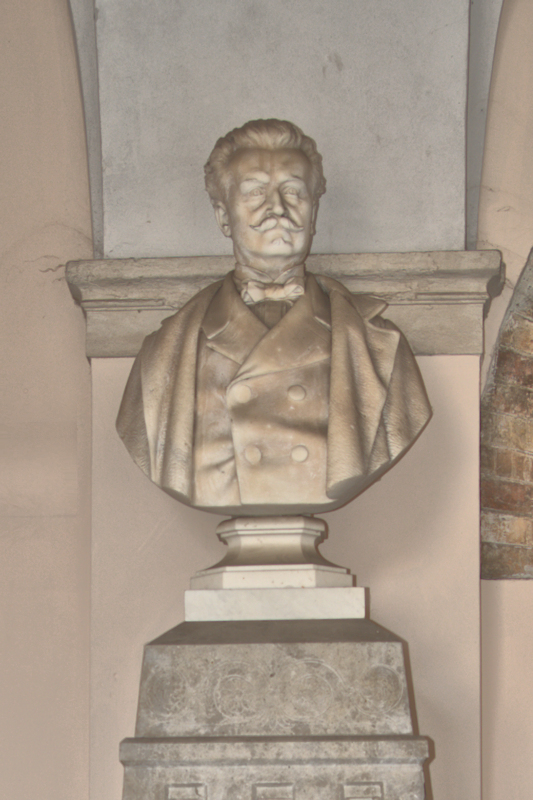
Busto dedicato a Pietro Donati
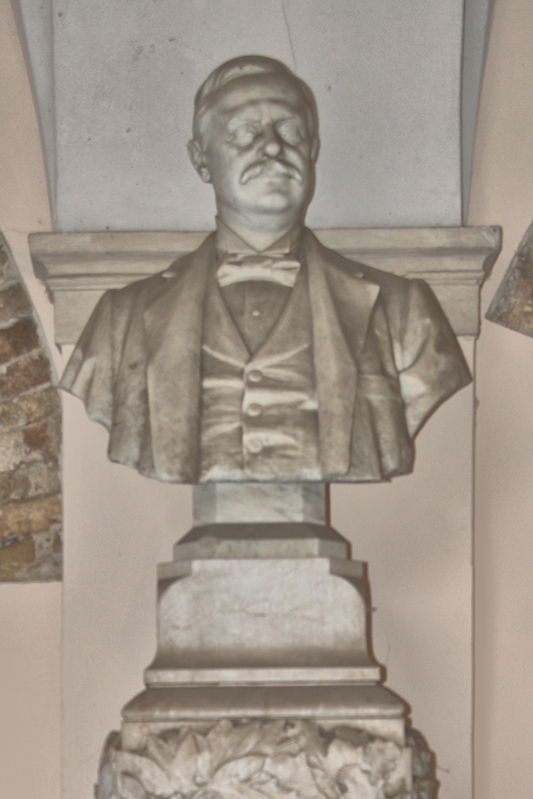
Busto dedicato a Stefano Allocchio

Inoltre, vi sono collocati monumenti e lapidi commemorative:
- lapide-monumento a ricordo dei cremaschi morti combattendo nelle campagne per l'indipendenza d'Italia: Pietro Bianchessi, Francesco Cominazzi, Giovanni Gervasoni (1848-1849); Vincenzo Cazzamalli, Pietro Mazzucchi, Vincenzo Moschini, Quirino Tenca (1859); Giuseppe Chiodo, Giovanni Foresti, Amilcare Spotti, Giuseppe Zanetti (1866); Antonio De Capitani (1867);
- bassorilievo dedicato a Cesare Battisti (Trento, 1875 – 1916), politico socialista e irredentista;
- dedicazione - senza nomi - ai deportati ai campi di concentramento  durante la seconda guerra mondiale, a cura dei Reduci di Crema e datata 1º giugno 1947;
- lapide dedicata ai Caduti della Resistenza a cura dell'Anpi e del Cln, datata 25 aprile 1946, a ricordo di Angelo Alghisi, Martino Abbondio, Luigi Bestazza, Francesco Follo, Antonio Festari, Carlo Guaiarini, Livio Guarneri, Raffaele Lucini, Santo Moretti, Tommaso Morrone, Ernesto Manfredini, Renzo Pirotta, Antonio Pedrazzini, Gaetano Paganini, Cesare Rigamonti e Linfardo Volonté;
- lapide dedicata ai caduti del lavoro, senza nomi e senza data, a cura dell'Associazione nazionale fra lavoratori mutilati e invalidi del lavoro, sede di Crema;
- lapide murata nel settantesimo anniversario della Repubblica a ricordo dei cittadini che costituirono il Comitato di Liberazione Nazionale di Crema: Giovanni Valcarenghi, Lodovico Benvenuti e Mario Perolini;
- lapide dedicata ai cremaschi deceduti a causa della pandemia da Covid-19, inaugurata il 28 settembre 2020[18].

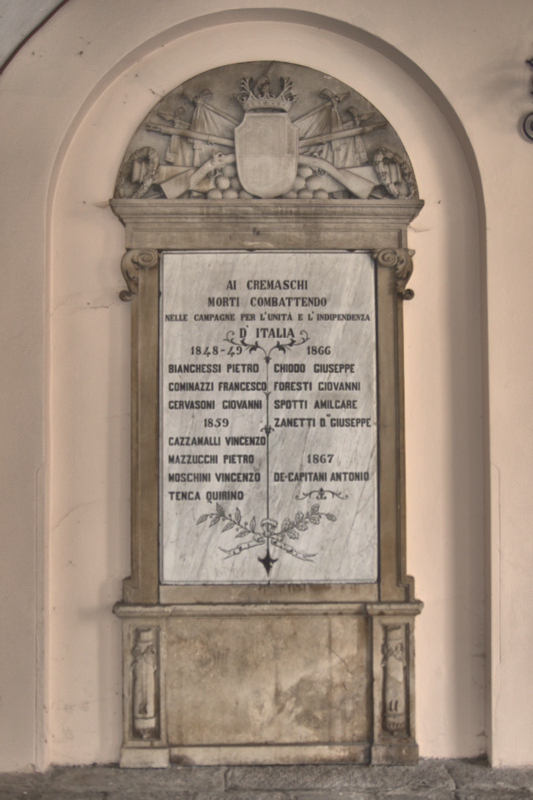
Lapide dedicata ai cadute nelle guerre di indipendenza
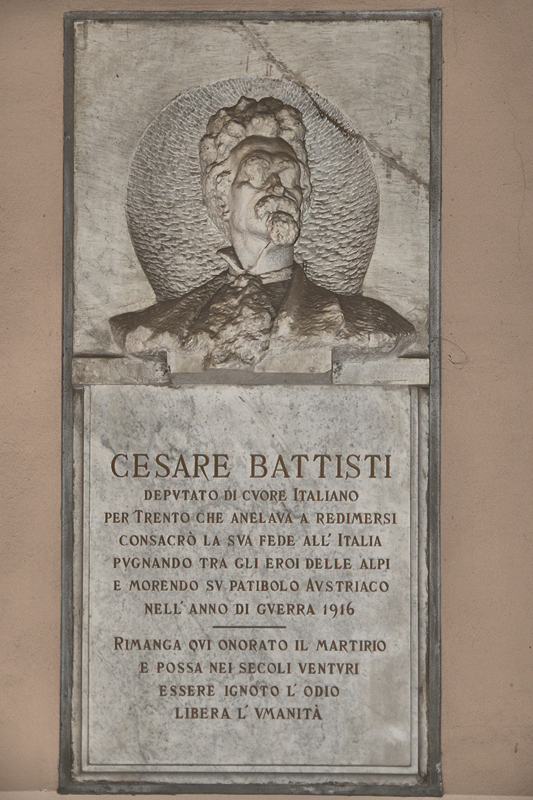
Bassorilievo dedicato a Cesare Battisti
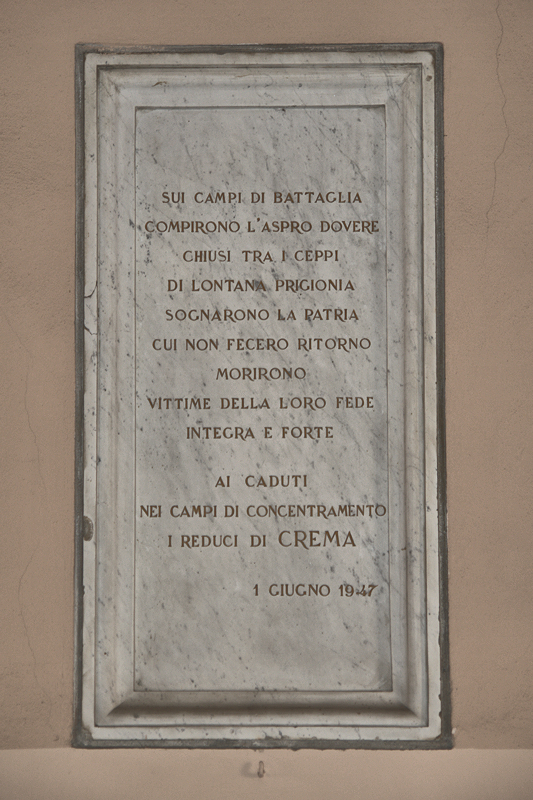
Lapide dedicata ai caduti nei campi di concentramento
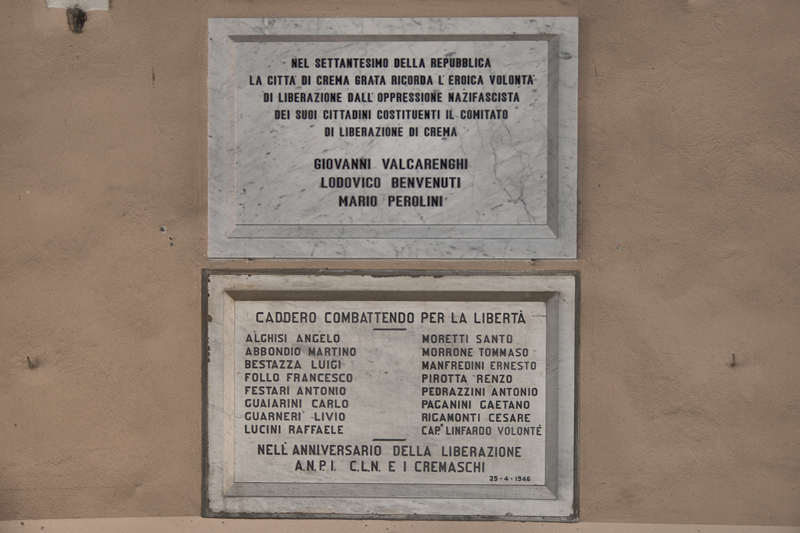
Lapidi dedicate ai partigiani caduti e ai membri fondatori del CLN di Crema
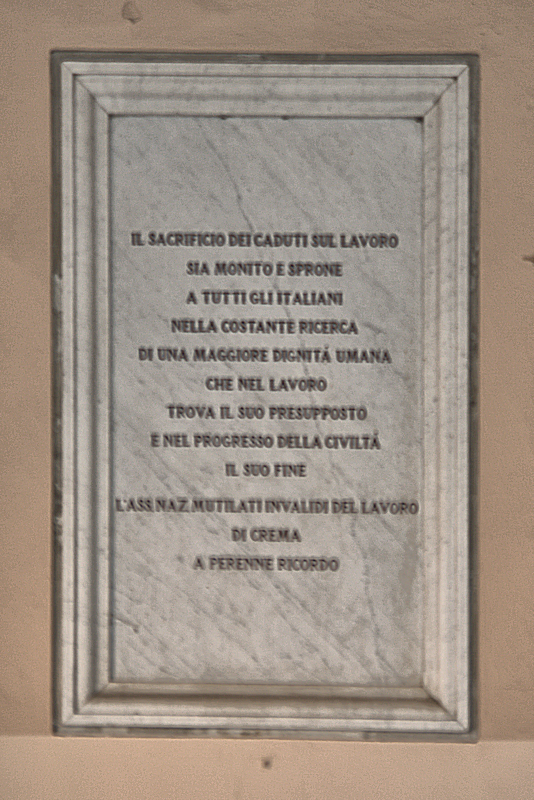
Lapide dedicata ai caduti sul lavoro
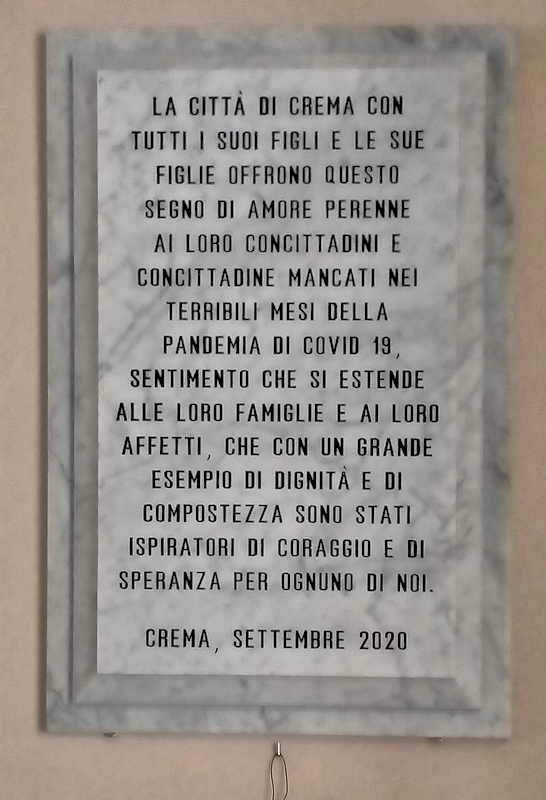
Lapide dedicata alla memoria delle vittime da Covid-19